# Svatava Česká
Svatava Česká († po 1146), v Německu známa jako Luitgarda, byla dcerou českého knížete Vladislava I. a Richenzy z Bergu. Jméno dostala po své babičce, královně Svatavě.
V červenci 1124 byla ještě za vlády svého otce s nádhernou výbavou a značným věnem provdána za bavorského šlechtice Fridricha z Bogenu, purkrabího v Řezně. Politicky se ale nakonec jednalo o nepříliš důležitý sňatek. Svatava možná zemřela bezdětná už příštího roku, možná až po roce 1146.